# Eugen Hummel

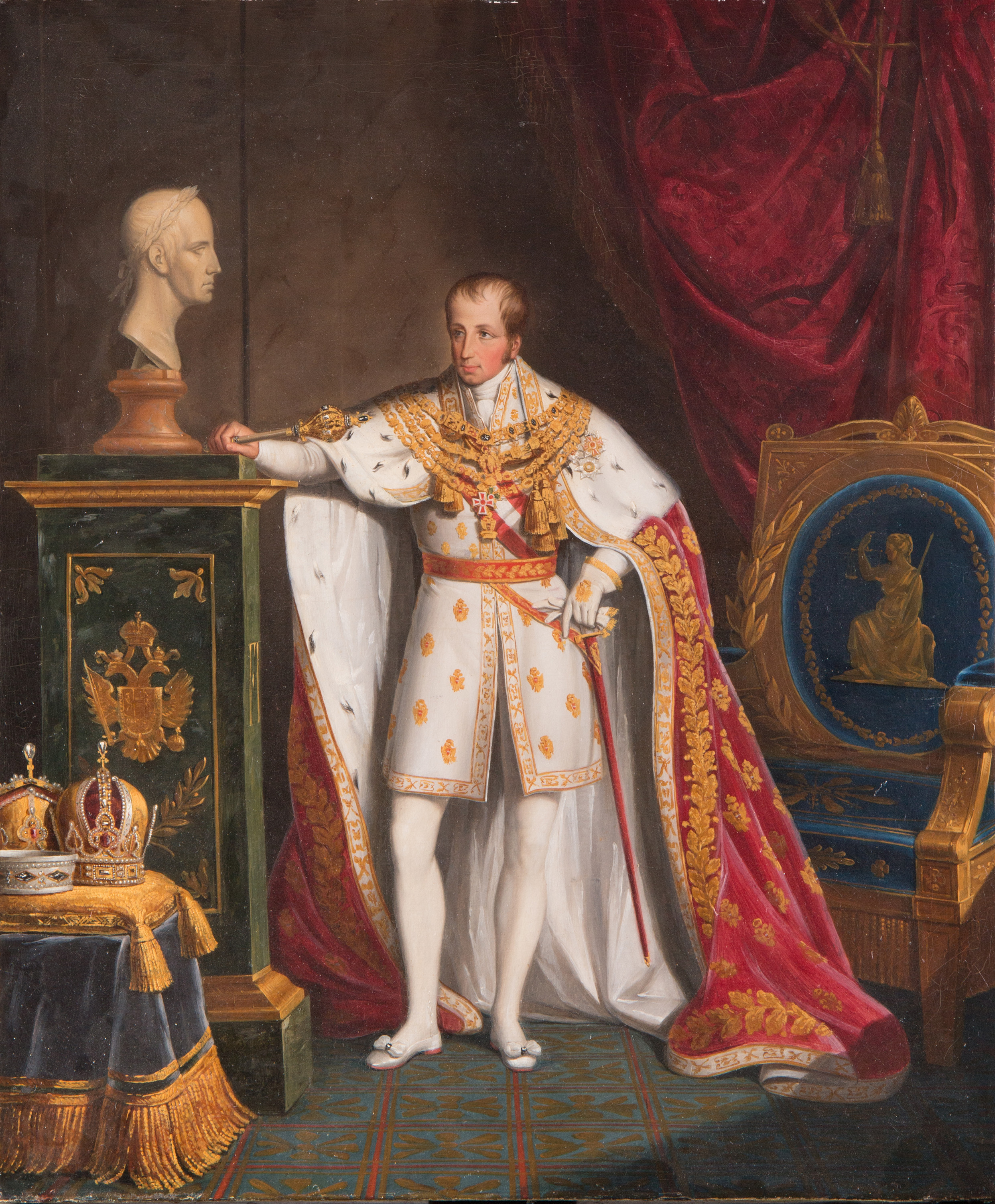
Porträt von Kaiser Ferdinand I., um 1836

Carl Eugen Hummel (* 21. November 1812 in Wien; † 12. Februar 1874 ebenda) war ein österreichischer Porträt- und Genremaler.

## Leben
Hummel war ein Sohn des Wiener Porträtmalers Carl Hummel (um 1769–1840). Er begann 1829 ein Studium an der Wiener Akademie der bildenden Künste. Bereits 1831 – mit 19 Jahren – stellte er dort erstmals einige Bilder aus, ebenso in den Jahren 1834 bis 1845. Namentlich bekannt sind Porträts des Malers Johann Josef Schindler sowie der Sängerin Sabine Heinefetter und des Sängers Franz Wild, die 1834 ausgestellt wurden.
1836 folgte ein Porträt von Kaiser Ferdinand I. und ein Gemälde mit dem Titel Der unterbrochene Zweikampf.
Nach 1845 arbeitete er als „französischer Sprachmeister“ und änderte seinen Nachnamen in „Hummel-Bourdon“. „Bourdon“ war der ursprüngliche Name seines aus Frankreich stammenden Vaters.
Er lebte zuletzt in der Alserstraße 43, wo er am 12. Februar 1874 an Tuberkulose starb.